# Laverrière
Laverrière é uma comuna francesa na região administrativa de Altos da França, no departamento de Oise. Estende-se por uma área de 3,74 km². Em 2010 a comuna tinha 37 habitantes (densidade: 9,9 hab./km²).